# 磁通量量子
磁通量量子（Magnetic flux quantum）是指磁通量的最小單位，通常以{\displaystyle \phi _{0}}為符號，其值等於{\displaystyle h/2e}(約為2.067 833 758×10−15 Wb)，是物理常數。
與磁通量量子相關或是同義的單字包括：「flux quanta」、「fluxoid」、「fluxon」。